# محطة قطار سيدي بوعبية
محطة سيدي بوعبية هي محطة قطار جزائرية تقع ببلدية العطاف بولاية عين الدفلى. تُعدّ جزءًا من شبكة الخطوط الإقليمية التي وتديرها الشركة الوطنية للنقل بالسكك الحديدية في الجزائر.

## الموقع في السكك الحديدية
تَقع المحطة عَلى خط الجزائر - وهران، حيث تسبقها محطة الشيخ بن يحيى وتتبعها محطة العطاف.

## التاريخ
ابتداءً من يوم 3 ديسمبر 2023، افتتحت المحطة لنقل المسافرين عبر خط الجزائر – وهران.

## خِدمة الركاب

### الخِدمة
تخدم محطة سيدي بوعبية القطارات الجهوية على خط الشلف – خميس مليانة.

## روابط خارجية
- "ش.و.ن.س.ح". الشركة الوطنية للنقل بالسكك الحديدية. مؤرشف من الأصل في 2025-05-05.